# 大杓鹬
大杓鹬（学名：Numenius madagascariensis）又名紅腰杓鷸，屬於鹬科杓鹬属鸟类，是體型最大的鷸，且喙部與大杓鷸並列為鷸科中最長者。
黦鷸是一種大型的涉禽，外觀上與長嘴杓鷸最為相似，但稍大一些。牠主要呈棕色，與其他杓鷸的區別在於其單一、無圖案的棕色翼下覆羽。牠不僅是最大的杓鷸，可能也是世界上最大的鷸科鳥類，體長達到60—66 cm（24—26英寸），翼展110 cm（43英寸）。據報導，其體重為565—1,150 g（1.246—2.535磅），這可能與大杓鷸相當。極長的喙長達12.8—20.1 cm（5.0—7.9英寸），與其近親長嘴杓鷸的喙長度相當，是鷸科鳥類中喙最長的之一。

## 分類學
1760年，法國動物學家馬蒂蘭·雅克·布里松基於一個標本在他的Ornithologie中包含了黦鷸的描述。牠使用了法語名稱和拉丁語名稱Numenius madagascariensis。雖然布里松創造了拉丁語名稱，但這些名稱不符合二名法，因此不被國際動物命名法委員會承認。1766年，瑞典自然學家卡爾·林奈在更新他的自然系統（自然系統第12版）時，增加了240種布里松先前描述的物種。其中之一是黦鷸，他為此創造了二名法名稱Scolopax madagascariensis。
黦鷸主要分布於太平洋西側與澳洲大陸沿岸，種名「madagascariensis」（馬達加斯加）為誤記，且大杓鹬並不分布於非洲，實指的是模式產地印尼望加錫（Macassar）。
其种加词“madagascariensis”意为“马达加斯加的”。

## 分佈與棲地

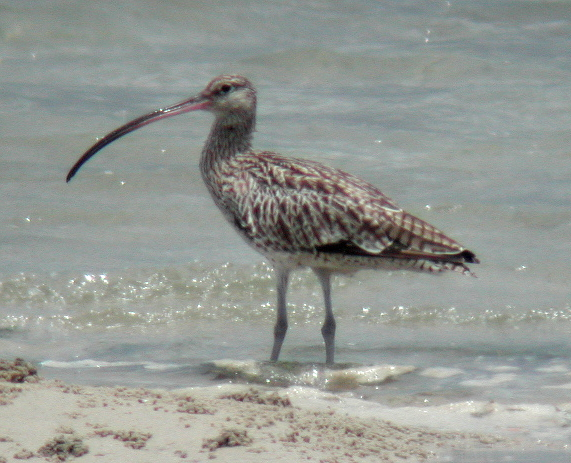
因斯基普點，昆士蘭東南部，澳洲

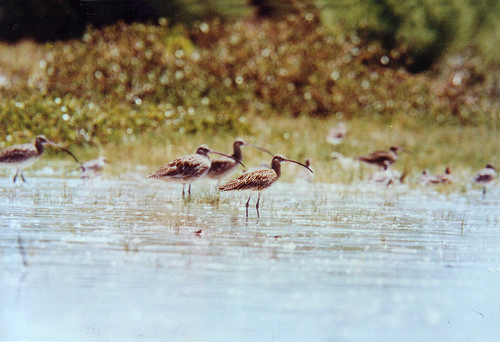
黦鷸在奧蘭戈群島，菲律賓.

黦鷸在亞洲東北部繁殖，包括西伯利亞到堪察加半島以及蒙古。牠的繁殖棲地由沼澤和湖岸組成。大多數個體在非繁殖季節會前往澳大利亞沿海地區，一部分會前往南韓、泰國、菲律賓和新西蘭，在這些地方牠們停留在河口、海灘和鹽沼。在遷徙期間，黦鷸通常會在黃海的泥灘上停留。
牠使用其長而向下彎曲的喙在泥中探尋無脊椎動物。牠可能會單獨覓食，但通常會成群結隊地遷徙或棲息。牠的叫聲是一種尖銳、清晰的哨音，cuuue-reee，經常重複。

### 食性
在繁殖地，黦鷸主要食用昆蟲，如甲蟲和蒼蠅的幼蟲以及端足類動物。在遷徙期間，牠也會食用漿果。在非繁殖季節，牠以海洋無脊椎動物為食，偏好螃蟹和小型軟體動物，但也會捕食其他甲殼類和多毛類動物。

## 保育狀況
截至2006年，全球估計有38,000隻個體。原先被IUCN列為“無危”物種，但後來發現其比先前認為的更為稀有，因此在2010年IUCN瀕危物種紅色名錄中其狀況被提升為“易危”。
在澳大利亞，根據《1999年環境保護與生物多樣性保護法》，其狀況被列為“極危”。

### 威脅
牠的數量減少與中國、北韓和南韓沿黃海沿岸的大規模潮間帶填海工程有關，這些工程導致了超過65%的泥灘消失，這些地方是黦鷸的停留地。

## 文化
音樂家奧立佛·梅湘創作的鋼琴獨奏曲集《鳥類圖誌》中的第13曲以大杓鷸為題。